# Henning Lund-Sørensen
Henning Lund-Sørensen (Aarhus, 1942. március 20. –) dán nemzetközi labdarúgó-játékvezető.

## Pályafutása

### Nemzeti játékvezetés
A játékvezetői vizsgát 1959-ben tette le, 1970-ben lett hazája legfelső szintű labdarúgó-bajnokságának játékvezetője. A nemzeti játékvezetéstől 1987-ben búcsúzott el.

### Nemzetközi játékvezetés
A Dán labdarúgó-szövetség Játékvezető Bizottsága (JB) terjesztette fel nemzetközi játékvezetőnek, a Nemzetközi Labdarúgó-szövetség (FIFA) 1974-től (tartotta) tartja nyilván bírói keretében. A FIFA JB központi nyelvei közül a angolt és a németet beszéli. Több válogatott és nemzetközi klubmérkőzést vezetett, vagy működő társának partbíróként segített. A dán nemzetközi játékvezetők rangsorában, a világbajnokság-Európa-bajnokság sorrendjében a 4. helyet foglalja el 9 találkozó szolgálatával. Az UEFA által rendezett kupákon, a játékvezetők örök ranglistáján az 51. helyet foglalja el 39 mérkőzéssel. Az aktív nemzetközi játékvezetéstől 1987-ben búcsúzott. Válogatott mérkőzéseinek száma: 16.

#### Labdarúgó-világbajnokság

##### U20-as labdarúgó-világbajnokság
Ausztráliában rendezték a 3., az 1981-es ifjúsági labdarúgó-világbajnokságot, ahol a FIFA bírói szolgálattal bízta meg.

###### 1981-es ifjúsági labdarúgó-világbajnokság
| Időpont           | Helyszín                    | Mérkőzés típusa              | Mérkőzés        | Eredmény | Nézők száma |
| ----------------- | --------------------------- | ---------------------------- | --------------- | -------- | ----------- |
| 1981. október 8.  | Bruce Stadion, Canberra     | csoportmérkőzés (C. csoport) | Egyiptom–Mexikó | 3 : 3    | 8 150       |
| 1981. október 11. | Bruce Stadion, Canberra     | negyeddöntő                  | NSZK–Ausztrália | 1 : 0    | 13 780      |
| 1981. október 17. | Hindmarsh Stadion, Adelaide | bronztalálkozó               | Románia–Anglia  | 1 : 0    | 10 492      |

---
Három világbajnoki döntőhöz vezető úton Argentína bonyolította a XI., az 1978-as labdarúgó-világbajnokságra, Spanyolországba a XII., az 1982-es labdarúgó-világbajnokságra, valamint Mexikóba a XIII., az 1986-os labdarúgó-világbajnokságra a FIFA JB játékvezetőként alkalmazta. A FIFA JB elvárása szerint, ha nem vezetett, akkor partbíróként tevékenykedett. 1982-ben három csoportmérkőzés közül kétszer egyes számú besorolást kapott, játékvezetői sérülés esetén továbbvezethette volna a találkozót. A világbajnokságok gólcsúcsát hozó Magyarország–Salvador (10–1) találkozót vezető  Ibráhím Júszef ad-Dúj  2. számú segítője lehetett. Világbajnokságon vezetett mérkőzéseinek száma: 1 + 3 (partbíró).

##### 1978-as labdarúgó-világbajnokság

###### Selejtező mérkőzés
| Időpont              | Helyszín                       | Mérkőzés típusa           | Mérkőzés              | Eredmény | Nézők száma |
| -------------------- | ------------------------------ | ------------------------- | --------------------- | -------- | ----------- |
| 1977. szeptember 21. | Windsor Park Stadion, Belfast  | előselejtező (4. csoport) | Észak-Írország–Izland | 2 : 0    | 17 000      |
| 1980. szeptember 10. | Lansdowne Road Stadion, Dublin | előselejtező (2. csoport) | Írország–Hollandia    | 2 : 1    | 25 000      |

##### 1982-es labdarúgó-világbajnokság

###### Selejtező mérkőzés
| Időpont            | Helyszín                      | Mérkőzés típusa | Mérkőzés         | Eredmény |
| ------------------ | ----------------------------- | --------------- | ---------------- | -------- |
| 1981. december 14. | Központi Stadion, Kuvaitváros | AFC/OFC zóna    | Kuvait–Új-Zéland | 2 : 2    |

###### Világbajnoki mérkőzés
| Időpont          | Helyszín                        | Mérkőzés típusa              | Mérkőzés                  | Eredmény | Nézők száma |
| ---------------- | ------------------------------- | ---------------------------- | ------------------------- | -------- | ----------- |
| 1982. június 20. | Luis Casanova Stadion, Valencia | csoportmérkőzés (5. csoport) | Spanyolország–Jugoszlávia | 2 : 1    | 48 000      |

##### 1986-os labdarúgó-világbajnokság

###### Selejtező mérkőzés
| Időpont           | Helyszín                       | Mérkőzés típusa           | Mérkőzés                | Eredmény | Nézők száma |
| ----------------- | ------------------------------ | ------------------------- | ----------------------- | -------- | ----------- |
| 1984. október 13. | Municipal Stadion, Luxembourg  | előselejtező (4. csoport) | Luxemburg–Franciaország | 0 : 4    | 7 982       |
| 1985. október 16. | Augusztus 23 Stadion, Bukarest | előselejtező (3. csoport) | Románia–Észak-Írország  | 0 : 1    | 35 000      |

#### Labdarúgó-Európa-bajnokság
Három európai-labdarúgó torna döntőjéhez vezető úton Jugoszláviába az V., az 1976-os labdarúgó-Európa-bajnokságra, Olaszországba a VI., az 1980-as labdarúgó-Európa-bajnokságra, illetve Német Szövetségi Köztársaságba a VIII., az 1988-as labdarúgó-Európa-bajnokságra az UEFA JB játékvezetőként foglalkoztatta.

##### 1976-os labdarúgó-Európa-bajnokság

###### Selejtező mérkőzés
| Időpont             | Helyszín                | Mérkőzés típusa           | Mérkőzés       | Eredmény | Nézők száma |
| ------------------- | ----------------------- | ------------------------- | -------------- | -------- | ----------- |
| 1975. szeptember 6. | Sclessin Stadion, Liège | előselejtező (7. csoport) | Belgium–Izland | 1 : 0    | 9 371       |

##### 1980-as labdarúgó-Európa-bajnokság

###### Selejtező mérkőzés
| Időpont           | Helyszín              | Mérkőzés típusa           | Mérkőzés             | Eredmény | Nézők száma |
| ----------------- | --------------------- | ------------------------- | -------------------- | -------- | ----------- |
| 1979. október 10. | Wisła Stadion, Krakkó | előselejtező (4. csoport) | Lengyelország–Izland | 2 : 0    | 13 352      |

##### 1988-as labdarúgó-Európa-bajnokság

###### Selejtező mérkőzés
| Időpont         | Helyszín                            | Mérkőzés típusa           | Mérkőzés   | Eredmény | Nézők száma |
| --------------- | ----------------------------------- | ------------------------- | ---------- | -------- | ----------- |
| 1987. június 3. | Laugardalsvöllur Stadion, Reykjavík | előselejtező (3. csoport) | Izland–NDK | 0 : 6    | 8 758       |

#### A magyar labdarúgó-válogatott mérkőzései (1902–1929)
| Időpont              | Helyszín                                        | Mérkőzés típusa | Mérkőzés                                    | Eredmény | Nézők száma |
| -------------------- | ----------------------------------------------- | --------------- | ------------------------------------------- | -------- | ----------- |
| 1976. szeptember 22. | Friedrich Ludwig John Sportpark Stadion, Berlin | 509. válogatott | NDK–Magyarország                            | 1 : 1    | 20 000      |
| 1987 július 28.      | Központi Stadion, Lipcse                        | válogatott      | Német Demokratikus Köztársaság–Magyarország | 0 – 0    | 71 000      |

## Sportvezetőként
Az aktív pályafutását befejezve a Dán Labdarúgó-szövetség (DBU), az játékvezetők UEFA és FIFA megfigyelőjeként szolgált.

## Szakmai sikerek
2009-ben a nemzetközi játékvezetés hírnevének erősítése, hazájában 10 éve a legmagasabb Ligában (osztályban) folyamatosan tevékenykedő, eredményes pályafutása elismeréseként, a FIFA JB felterjesztésére az 1965-ben alapított International Referee Special Award címmel és oklevéllel tüntette ki.